# Służba weterynarii (II RP)
Służba weterynarii – dział administracji Wojska Polskiego II RP.
Głównymi zadaniami służby weterynaryjnej była ochrona stanu zdrowotnego zwierząt używanych w wojsku oraz kontrola fachowa nad mięsem i produktami pochodzenia zwierzęcego przeznaczonymi na potrzeby wojska. Do wykonania tych zadań, służba weterynaryjna rozporządzała specjalistycznym personelem i zakładami służby weterynaryjnej. Personel służby stanowił: korpus oficerów weterynaryjnych, chorążowie weterynaryjni i szeregowi weterynaryjni (majstrzy podkuwacze i sanitariusze weterynaryjni). Działalnością służby weterynaryjnej kierowali szefowie weterynaryjni Okręgów Korpusów. Pozostały personel służby weterynaryjnej (również niefachowy personel wojskowy i cywilny, przydzielony do służby weterynaryjnej), pełnił rolę organów wykonawczych.
30 grudnia 1921 minister spraw wojskowych rozkazem L. 86000/21. E.G. zatwierdził pokojową obsadę personalną oficerów korpusu weterynaryjnego i polecił wprowadzić ją w życie do 25 stycznia 1922.

## Organy centralne
- Szef Wydziału Weterynaryjnego Ministerstwa Spraw Wojskowych (podlegał bezpośrednio ministrowi).
- Centralna Szkoła Podkuwaczy.

Szkoła dostarczała wojsku wykwalifikowanych majstrów podkuwaczy koni. Podlegała dowódcy tego okręgu korpusu, na obszarze którego się znajdowała. Jednak w zakresie wyszkolenia i spraw z tym związanych, podlegała bezpośrednio pod rozkazy Ministra Spraw Wojskowych (Sztab Generalny lub Departament II. Wydział Weterynarii).
Równocześnie służba weterynaryjna posiadała w Wojskowym Instytucie Sanitarnym swój specjalny oddział weterynaryjny, równorzędny z innymi oddziałami Wojskowego Instytutu Sanitarnego.
Zadania oddziału weterynaryjnego, w stosunku do służby weterynaryjnej, pokrywały się z zadaniami Wojskowego Instytutu Sanitarnego, w stosunku do służby zdrowia.
Obsada Wydziału Weterynaryjnego MSWojsk. w styczniu 1922
- szef wydziału (etat gen. bryg. lek. wet.) – płk lek. wet. Józef Malewski
- pomocnik szefa wydziału (etat płk lek. wet.) – ppłk lek. wet. Bolesław Czempiński
- kierownik referatu I (etat ppłk lek. wet.) – ppłk lek. wet. dr Konrad Millak
- kierownik referatu II (etat ppłk lek. wet.) – kpt. lek. wet. Stanisław Terlikowski
- kierownik referatu III (etat ppłk lek. wet.) – kpt. lek. wet. Marcin Marczewski
- referent (etat mjr lek. wet.) – kpt. lek. wet. Edward Bocianowski
- referent (etat kpt. lek. wet.) – kpt. lek. wet. Julian Zabielski

## Służba weterynaryjna w okręgach korpusów
Działalnością służby weterynaryjnej na całym obszarze każdego okręgu korpusu kierował, z ramienia dowódcy okręgu korpusu, szef służby weterynaryjnej okręgu korpusu, wchodzący w skład Dowództwa Okręgu Korpusu.
W każdym okręgu korpusu istniała w czasie pokoju kadra okręgowego szpitala koni, oznaczona numeracją (rzymską) danego okręgu korpusu, wchodząca organizacyjnie w skład dywizjonu taborów odnośnego okręgu korpusu.
Kadra okręgowego szpitala koni była zakładem macierzystym służby weterynaryjnej dla całego okręgu korpusu.
Zadania:
- ewidencja całego personelu służby weterynaryjnej okręgu korpusu,
- rejestracja personelu weterynaryjnego formacji wojskowych,
- szkolenie personelu szeregowych funkcyjnych weterynaryjnych, jak i szeregowych weterynaryjnych dla wszystkich formacji okręgu korpusu,
- uzupełnienia personelu szeregowych weterynaryjnych we wszystkich odpowiednich formacjach wojskowych danego okręgu korpusu.

W celu praktycznego szkolenia w służbie weterynaryjnej (w podkuwaniu, sanitariacie weterynaryjnym) kadra okręgowego szpitala koni przyjmowała do leczenia i podkuwania konie tych oddziałów swojego garnizonu, które nie posiadały odpowiednich własnych urządzeń (kadra okręgowego szpitala koni tylko szkoliła podkuwaczy na poziomie podstawowym, na majstrów podkuwaczy szkoliła następnie Centralna Szkoła Podkuwaczy).
Kadra okręgowego szpitala koni posiadała niezbędne materiały do rozwinięcia się w okręgowy szpital koni i do wystawienia przewidzianych organizacyjnie polowych zakładów weterynaryjnych.
Komendant kadry okręgowego szpitala koni podlegał dowódcy dywizjonu taborów.
| Okręg korpusu         | Nazwa jednostki w latach 1921-1925     | Siedziba  | Nazwa jednostki w latach 1925-1926 |
| --------------------- | -------------------------------------- | --------- | ---------------------------------- |
| Okręg Korpusu Nr I    | Kadra Okręgowego Szpitala Koni Nr I    | Warszawa  | 1 Okręgowy Szpital Koni            |
| Okręg Korpusu Nr II   | Kadra Okręgowego Szpitala Koni Nr II   | Lublin    | 2 Okręgowy Szpital Koni            |
| Okręg Korpusu Nr III  | Kadra Okręgowego Szpitala Koni Nr III  | Grodno    | 3 Okręgowy Szpital Koni            |
| Okręg Korpusu Nr IV   | Kadra Okręgowego Szpitala Koni Nr IV   | Łódź      | 4 Okręgowy Szpital Koni            |
| Okręg Korpusu Nr V    | Kadra Okręgowego Szpitala Koni Nr V    | Kraków    | 5 Okręgowy Szpital Koni            |
| Okręg Korpusu Nr VI   | Kadra Okręgowego Szpitala Koni Nr VI   | Lwów      | 6 Okręgowy Szpital Koni            |
| Okręg Korpusu Nr VII  | Kadra Okręgowego Szpitala Koni Nr VII  | Poznań    | 7 Okręgowy Szpital Koni            |
| Okręg Korpusu Nr VIII | Kadra Okręgowego Szpitala Koni Nr VIII | Grudziądz | 8 Okręgowy Szpital Koni            |
| Okręg Korpusu Nr IX   | Kadra Okręgowego Szpitala Koni Nr IX   | Brześć    | 9 Okręgowy Szpital Koni            |
| Okręg Korpusu Nr X    | Kadra Okręgowego Szpitala Koni Nr X    | Przemyśl  | 10 Okręgowy Szpital Koni           |

## Służba weterynaryjna w formacjach wojskowych
Służbę weterynaryjną w formacjach wojskowych pełnili:
- oficerowie-lekarze weterynarii:
- chorążowie weterynarii;
- szeregowi weterynarii, podkuwacze – majstrzy wojskowi;
- szeregowi danej formacji wojskowej, jako funkcyjny personel pomocniczy w służbie weterynarii (sanitariusze weterynarii).

Personel powyższy podlegał dowódcy danej formacji wojskowej.
W formacjach wojskowych, gdzie przewidziano etatowo oficera-lekarza weterynarii, posiadał on specjalny pomocniczy personel weterynaryjny.
Oficer-lekarz weterynarii kierował fachową stroną działalności służby weterynarii w całej formacji, był odpowiedzialny za stan zdrowotny zwierząt w danej formacji.
Personel weterynaryjny znajdujący się w pododdziałach (szwadronach, bateriach), podlegał bezpośrednio dowódcy pododdziału, otrzymując w sprawach fachowych odpowiednie wskazówki i polecenia od lekarza weterynaryjnego formacji.
Wszystkie formacje, nie posiadające etatowego lekarza weterynarii, przydzielone były rozkazem komendanta garnizonu lub dowódcy okręgu korpusu, pod względem opieki sanitarno-weterynaryjnej i zaopatrzenia weterynaryjnego, do jednej z formacji wojskowych, posiadającej etatowego oficera-lekarza weterynaryjnego. Formacje, nie posiadające etatowych podkuwaczy i kuźni, przydzielane były pod względem podkuwania koni do jednej z formacji, posiadającej kuźnię i podkuwaczy.
W garnizonach, posiadających etatowych garnizonowych lekarzy weterynarii, obsługiwali oni drobne oddziały swego garnizonu, nie posiadające etatowego personelu lekarsko-weterynaryjnego.

## Podręcznik hippologii obowiązujący w II RP
W 1931 r. płk Władysław Hofman, pełniący służbę weterynarza wojskowego w Centrum Wyszkolenia Kawalerii, wydał pracę: Hipologja. Podręcznik dla oficerów kawalerii i artylerii, t. I–II (Warszawa 1931). Obszerna, złożona z dwóch tomów, praca, decyzją Ministerstwa Spraw Wojskowych został zalecona jako podręcznik do użytku służbowego.